# Obake no Q-tarō
Obake no Q-tarō (オバケのQ太郎?) è un manga del 1964 scritto e disegnato da Fujiko Fujio, da cui sono state tratte tre serie animate: la prima venne mandata in onda dal 1965 al 1967 e consta di 97 episodi, trasmessi interamente sulla rete tv Tokyo Broadcasting System; la seconda serie durò dal 1971 al 1972, e venne creata e trasmessa sulla Nihon TV, per un totale di 70 puntate; la terza serie è approdata sugli schermi grazie alla TV Asahi dal 1985 al 1987, dalla durata di 510 episodi.
La voce del protagonista nella serie degli anni '60 è quella della famosa attrice e doppiatrice Machiko Soga.
Oltre al Giappone l'anime è stato trasmesso anche in Corea del Sud.

## Trama
La storia narra di un fantasma, chiamato Q-tarō (chiamato a volte Q-chan o anche Oba-Q) che vive con la famiglia di Ohara. Tale spettro vive volando e derubando cibo, danneggiando le proprietà altrui e facendo spaventare chiunque gli capiti intorno, anche se lui stesso ha paura dei cani; oltre che su di lui la storia è anche basata su un altro personaggio suo amico, Doronpa.

## Personaggi
- Q-Tarō: un fantasma, precisamente un Ōbake. È ingenuo e simpatico. Ha paura dei cani. Vive a casa Ohara, con il suo miglior amico Shota Ōhara. Lui deruba cibo e vola dappertutto, spaventando tutti.
- Shōta Ōhara: il miglior amico di Q-tarō, che chiama Q-chan.
- Shinichi Ōhara: il fratello maggiore di Q-taro.
- U-Kō: la fidanzata di Q-taro.
- Doronpa: un obake americano. Nemico di Q-Taro.
- P-Kō: la sorella minore di Q-taro.
- O-Jirō: il fratello minore di Q-Taro. Parla ripetendo:- bakeratta!. Solo Q-Taru capisce cosa dice.
- X-Zō: Il padre di Q-taro, O-Jiro e P-Ko.
- O-Zetto: la moglie di X-Zo. Madre di Q-taro, O-Jiro e P-Ko.
- Tsuyoshi Saigō: soprannominato "Godzilla", è il bullo della classe di Shota.

## Doppiaggio
| Personaggio    | Doppiatore                                                                                     |
| -------------- | ---------------------------------------------------------------------------------------------- |
| Q-Taru         | Machiko Soga (voce del 1965), Junko Hori (voce del 1971), Fusako Amachi (voce del 1985)        |
| Shota Ohara    | Kazue Tagami (voce del 1965), Yoshiko Ōta (voce del 1971), Katsue Miwa (voce del 1985)         |
| Shinichi Ohara | Masako Nozawa (voce del 1965), Sumiko Shirakawa (voce del 1971), Yū Mizushima (voce del 1985)  |
| Doronpa        | Misae Kita (voce del 1965), Yoshiko Yamamoto (voce del 1971), Fuyumi Shiraishi (voce del 1985) |
| P-Ko           | Yōko Mizugaki (voce del 1965), Kazuko Sawada (voce del 1971), Yūko Mita (voce del 1985)        |
| O-Jiro         | Makoto Kōsaka, Reiko Katsura (voce del 1965 e del 1971), Keiko Yokozawa (voce del 1985)        |
| Gozilla        | Kaneta Kimotsuki (voce del 1965 e del 1971), Hiroshi Takemura (voce del 1985)                  |